# Promot Polonia I
Promot Polonia I – samochód Formuły Polonia, skonstruowany przez Zbigniewa Kulczyńskiego w Ośrodku Techniczno-Zaopatrzeniowym pod marką Promot. Produkowany był w latach 1974–1977.

## Historia
Według powstałej na początku lat 70. Formuły Polonia samochody mogły być napędzane silnikami Polskiego Fiata o pojemności 1,3 litra z jedynie niewielkim zakresem przeróbek, natomiast ich masa musiała wynosić przynajmniej 420 kg. W 1970 roku zbudowano pierwszy prototyp samochodu według tej kategorii. Był to nieco przerobiony Rak z silnikiem Fiat 1500 i skrzynią biegów Hewland. Karoseria została wykonana z laminatów. Od 1971 roku samochód rywalizował w wyścigach górskich, a prowadził go Otto Bartkowiak.
Budowę większej serii samochodów Formuły Polonia podjęto w 1974 roku. Od sezonu 1974 bowiem w Wyścigowych Samochodowych Mistrzostwach Polski kierowcy rywalizowali w klasie C-IX, która była rozgrywana według przepisów formuły wolnej oraz Formuły Polonia. Wiele samochodów uczestniczących w nich to stare Promoty i Raki, dostosowane do silników Polskiego Fiata, sprzężonych ze skrzyniami biegów Wartburga i Dacii. Niektóre samochody poddawano szerszym modyfikacjom, jak Czesław Pilarz, który pokrył swojego Promota-Raka 67 karoserią MT 77.
W 1974 roku zbudowano nowy pojazd, konieczny do rozwoju Formuły Polonia, a zarazem tańszy i prostszy aniżeli przerobione Raki i Promoty. W samochodzie tym z uwagi na niższe koszty wykorzystano wiele części pochodzących z samochodów bloku wschodniego. Silnik pochodził z Polskiego Fiata 125p i dysponował pojemnością 1300 cm³. Jednostka ta była zdolna uzyskać moc maksymalną 70 KM oraz prędkość 170 km/h. Czterobiegowa skrzynia biegów pochodziła z Dacii. Konstrukcję samochodu stanowiła przestrzenna rama z rur stalowych, pokryta karoserią z włókna szklanego. Niezależne zawieszenie zawierało amortyzatory wyprodukowane przez Krośnieńską Fabrykę Amortyzatorów. Układ hamulcowy pochodził z Polskiego Fiata 125p. Z tego samochodu pochodziła też chłodnica, powstała z przecięcia jednej seryjnej w poziomie i zespawania obu części obok siebie w celu obniżenia wysokości, a także półosie napędowe wykonane z wału napędowego. Na trzynastocalowych kołach były osadzone opony OZOS Olsztyn. Obrotomierz wyprodukowała firma Smiths, natomiast wskaźniki temperatury wody i ciśnienia oleju wywodziły się ze Stara. Nowy pojazd ze względu na kształt został nazwany „Kaczorem”.
Prototyp był testowany w 1974 roku na lotnisku w Toruniu. W wyścigach zadebiutował w roku 1975 podczas wyścigu w Ornecie, a prowadził go wówczas Andrzej Mieloch. Model nie okazał się udanym projektem, a do jego największych wad należały nieprzewidywalne zachowanie się podwozia wynikające z zastosowania z powodów oszczędnościowych w zawieszeniu silentbloków zamiast przegubów kulowych oraz źle dobrane przełożenia skrzyni biegów. Z tego powodu zawodnicy niechętnie z niego korzystali; tacy kierowcy, jak Józef Kiełbania, Aleksander Oczkowski czy Otto Bartkowiak używali starszych samochodów. Tytuły mistrzowskie zdobyli nim Jacek Szmidt (1978), Andrzej Szulc (1979) oraz Ryszard Kopczyk (1980).
Zbudowano 21 egzemplarzy modelu. Jego następcą był Promot II.